# バース (イングランド)

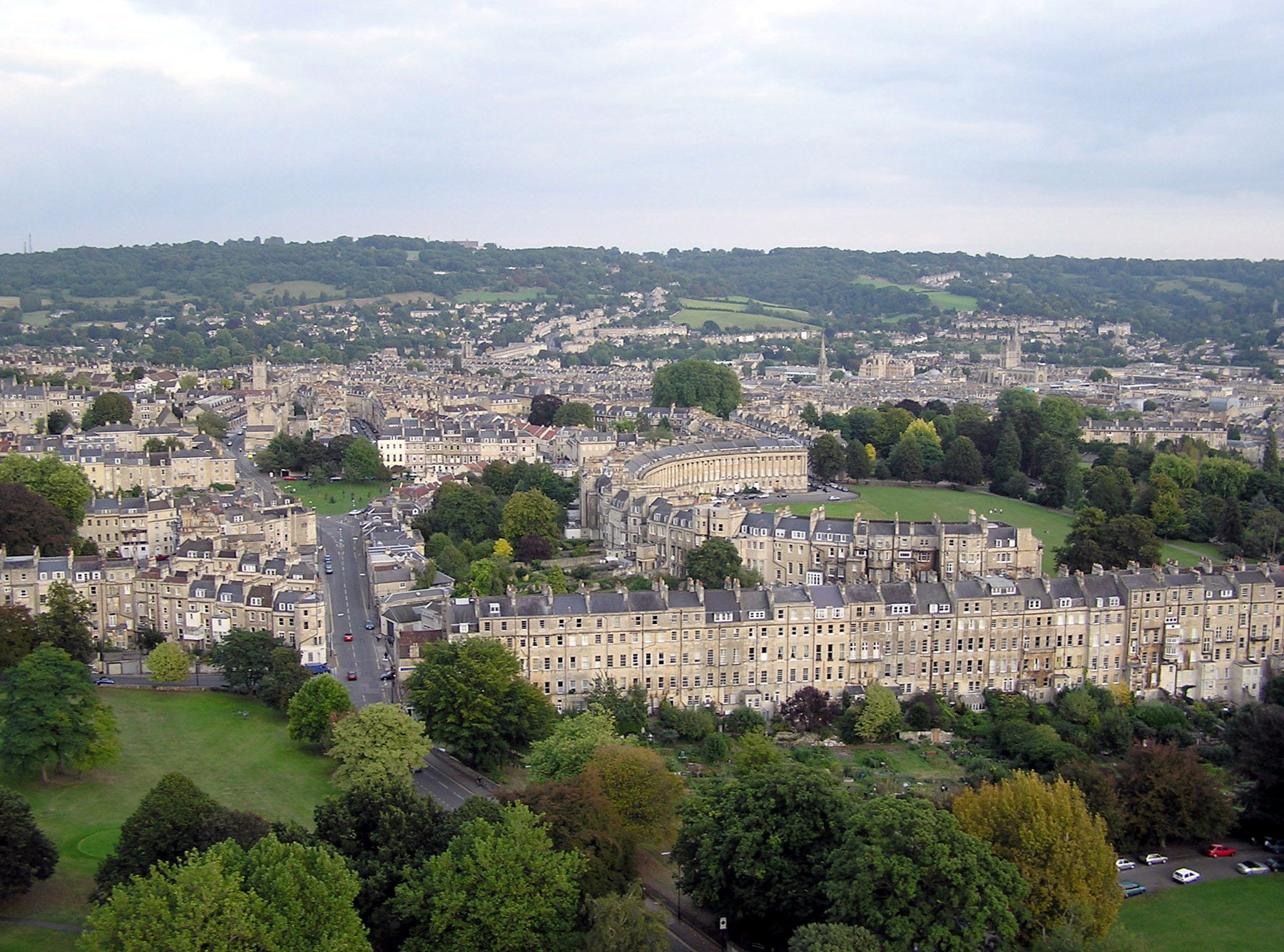
バースの街並

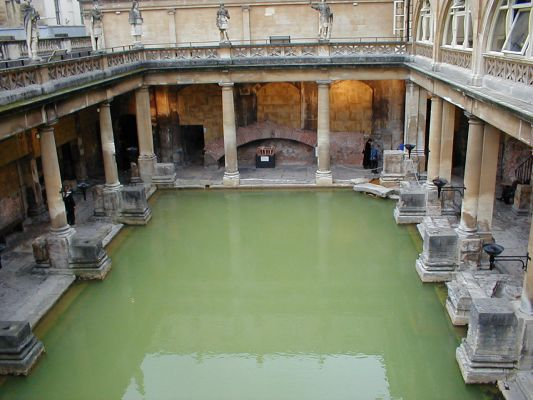
ローマン・バス

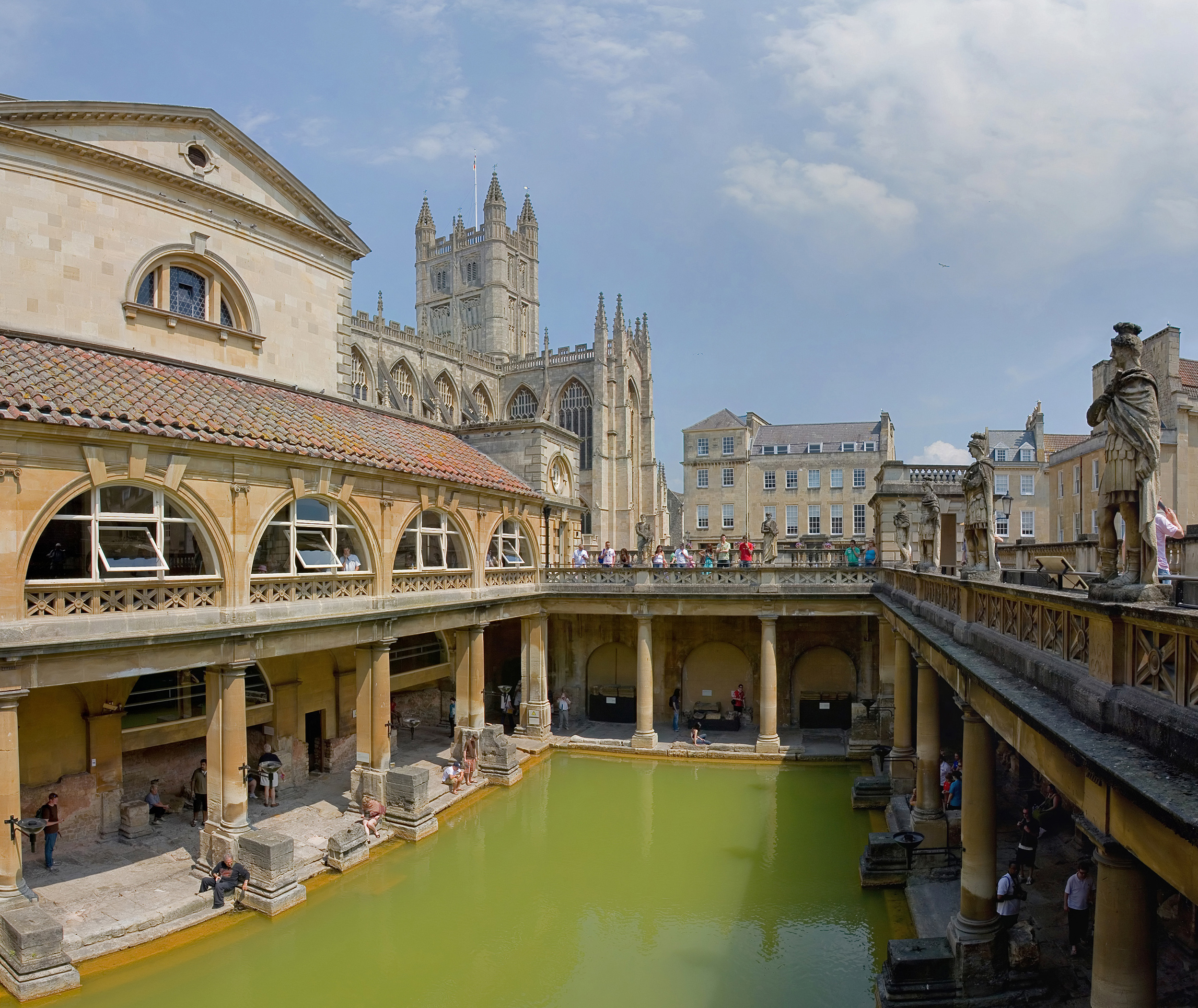
ローマン・バス

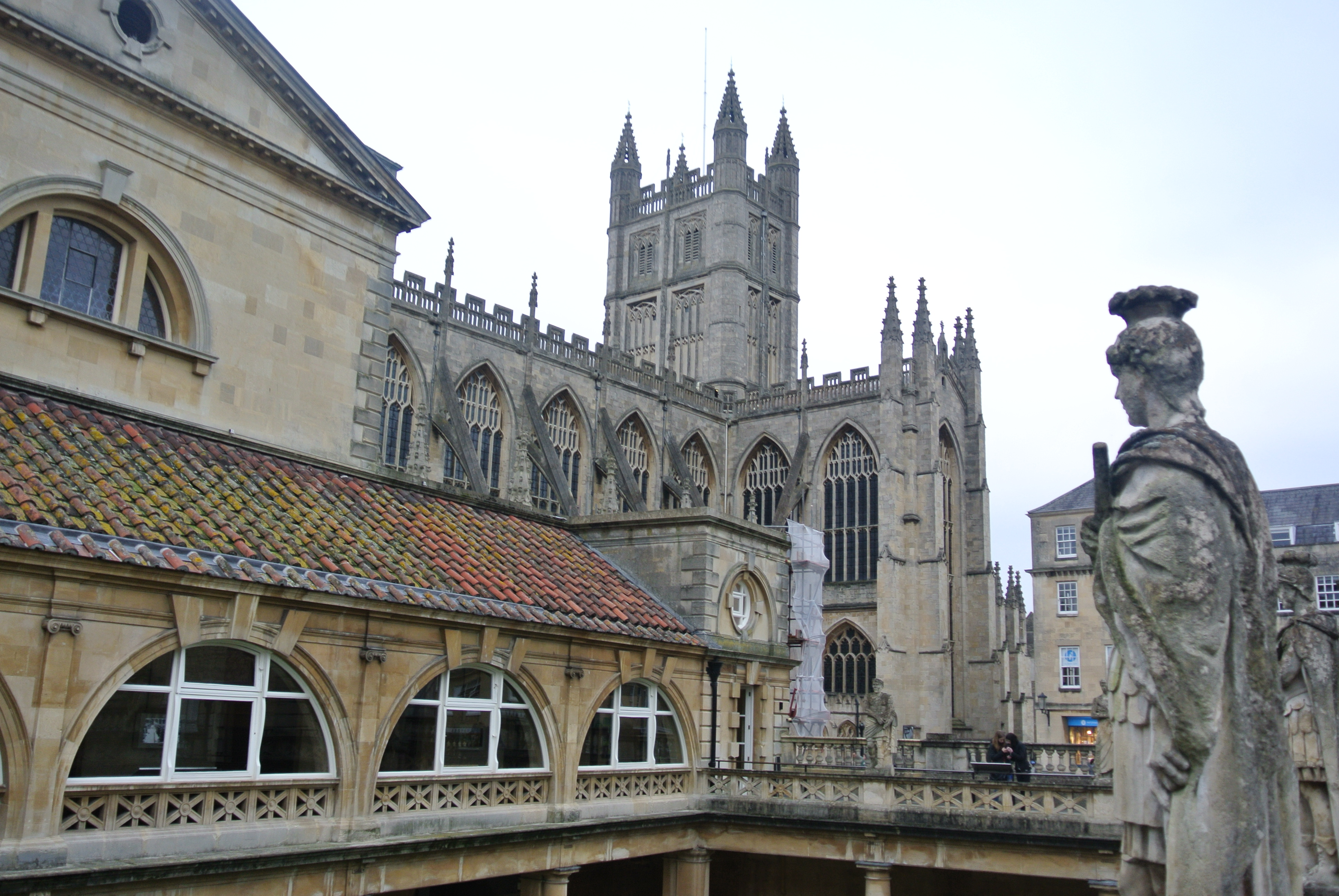
バース大聖堂

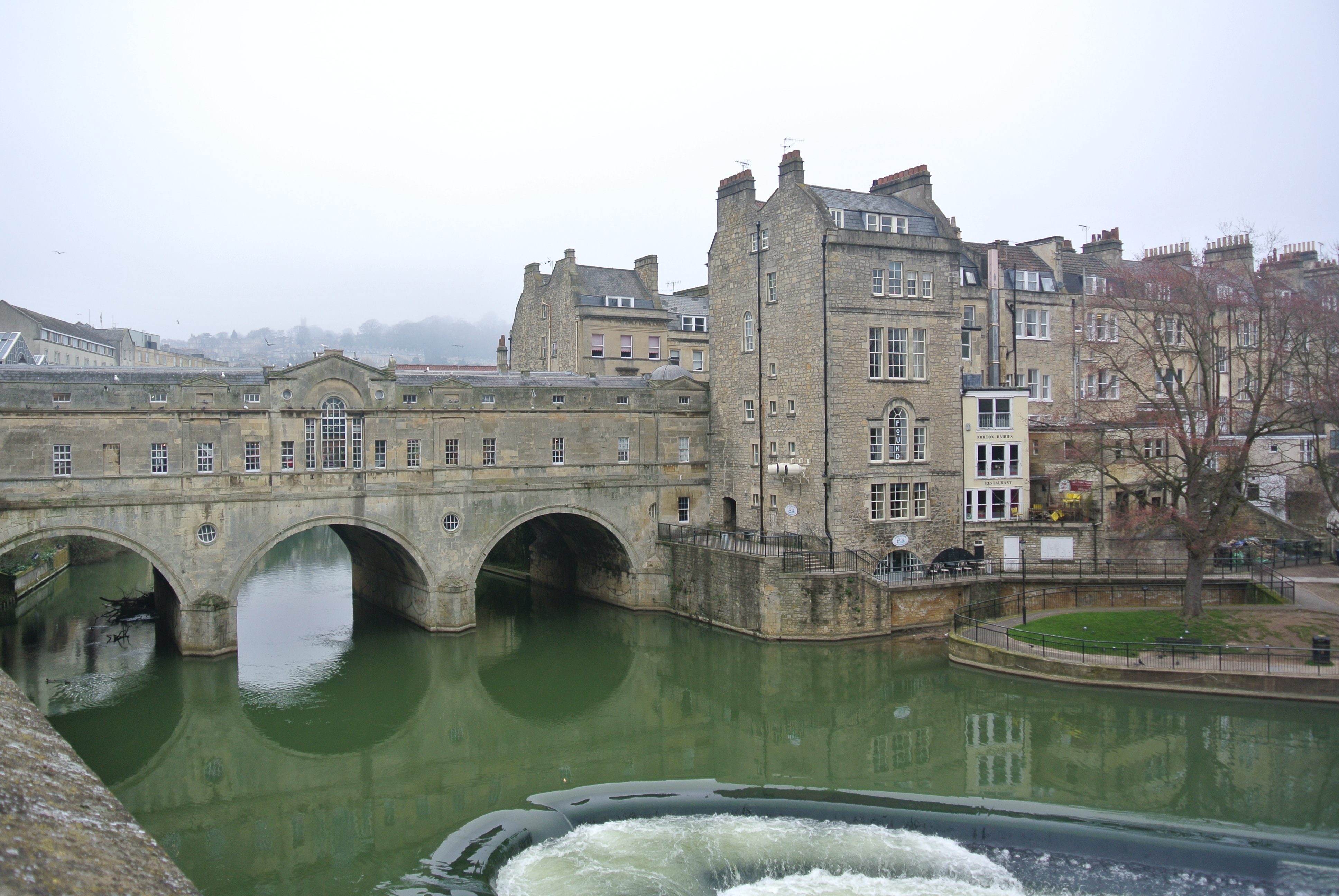
パルテニー橋

バース（Bath [bɑːθ, bæθ]）は、イングランド西部、サマセット州にある都市。単一自治体のバース・アンド・ノース・イースト・サマセット内にあり、シティ・ステータスを持っている。この地方最大の都市である港町ブリストルから、約24 km内陸に位置する。
湧出温度45 ℃の3つの源泉から供給される温泉で著名であり、イングランド有数の観光地である。1978年に温泉が閉鎖されて以来、温泉施設跡の見学しか出来なかったが、2006年に市内中心部に温泉を利用した総合スパ施設サーメ・バース・スパが作られて、再び入浴できるようになった。
1974年にエイボン州が創設された際、バースはエイボン州に属する都市であった。しかし1996年にエイボン州が廃止され、現在の形態である、バース・アンド・ノースイースト・サマセット単一自治体に属する形に変わった。

## 歴史
バースについての最古の記録はローマ支配時代の温泉に関する記述である。しかし言語学上の類推から、それ以前から温泉が利用されていたと推測される。主な温泉源は、ケルト人により信仰の対象になっていたとも考えられている。
2世紀頃、ローマの支配下で温泉の街として発展した。バースの温泉は様々な病気に効用が有ると考えられた。ローマ支配末期には、バースを取り囲むように城壁が建築された。なお、ローマ時代はアクアエ・スリス(Aquae Sulis)と呼ばれていたが、アングロ・サクソン人はこの町を温泉にちなんで Baðum などと呼んだ。これが現在の町の名前の由来である。Bath という町の名前を英語の bath という語の語源とする俗説が有るものの、実際は温泉が有るから付いた地名であり、順序が逆である。
ローマ撤退後は一時廃れ、ローマ様式の浴場も破壊されたが、温泉の利用は続いたようである。
675年に修道院が建設され、781年にマーシアのオファ王がそれを支配下に置き、聖ペテロを守護聖人とする教会を設立した。その後、アルフレッド大王が町を造り直した。
エリザベス1世の時代に温泉地として復活し、特に18世紀のジョージアン時代になって、ロンドンに住んでいた貴族や富裕な階層の保養地として大規模に再開発され、近隣の土地から産出した石灰岩を利用した建物群が建造された。なお、1942年4月のドイツ空軍による爆撃で、幾つもの由緒ある建物が破壊されたものの、その後、全て再建された。

## 産業
バースの主要産業は観光業である。イングランドにおいて、バース市はロンドンに次いで訪問者の多い観光地である。ただ近年、観光産業に加えてソフトウェア産業、サービス業、出版業が伸びてきた。中でもフューチャー・パブリッシング社は、バース市での主要な雇用主の企業の1つである。

### 主な観光名所
18世紀のジョージ王朝様式の建造物が数多く残っており、「バース市街」としてユネスコの世界文化遺産にも登録された。
- ローマン・バス（ローマ浴場跡）
- バース寺院（英語版）（バース・アビー）
- ザ・サーカス（英語版）（ジョージアン様式）
- ロイヤル・クレセント（英語版）
- パルトニー橋（英語版）
- ゲイ・ストリート
- エイヴォン川（英語版）
- アメリカン・ミュージアム

## 都市間交通

### 鉄道
バースの中心駅はバース・スパ駅で、これはブリストル（ブリストル・テンプル・ミーズ駅）とロンドン（パディントン駅）を結ぶ路線の主要駅の1つである。列車はファースト・グレート・ウェスタンによって運行され、同社の列車によってカーディフ、ソールズベリー、ポーツマスなどとも結ばれている。
また、サウスウェスト・トレインズの列車もウォータールー駅からソルズベリー経由で、約2時間30分かけてバースに到着する列車が、1日2本か3本運転されている。

### バス
ロンドンのビクトリア・コーチ・ステーションからバースは、ナショナル・エクスプレスによって運行されるコーチ（高速バス）も発着しており、約3時間でバース・スパ駅近くのバスターミナルに到着する。

## スポーツ
バース市民の間で人気の高いスポーツの1つがラグビーである。市内にはイングランドプレミアシップに所属する、バース・ラグビーが拠点を置く。
また、バースを本拠地とするサッカークラブも有り、バース・シティFCはカンファレンス・サウス（6部相当）に、チーム・バースFCはサウザンプレミアフットボールリーグ・プレミアディヴィジョン（7部相当）に、それぞれ所属している。
- バース・シティFC（Bath City F.C、1889年創設）
- チーム・バースFC（Team Bath F.C、1999年創設、バース大学におけるスポーツクラブチーム）

さらに、市内にはクリケット場も設けられており、市民に親しまれている。

## 学校
- バース大学
- バース・スパ大学

## 出身者
- クララ・ウェブスター - バレエダンサー
- スコット・シンクレア - サッカー選手
- トーマス・リンリー・ザ・ヤンガー - 音楽家
- ロリンダ・シャープルズ - 画家。
- アン・ウィデコム - 政治家。

## 姉妹都市
- 大分県別府市
- ブラウンシュヴァイク、ドイツ
- エクス＝アン＝プロヴァンス、フランス

## 舞台にしている作品
※発表年順。
- マクドナルド＆ドッズ 窓際刑事ドッズの捜査手帳（英語版）（2020年）